# Associazione Nazionale Venezia Giulia e Dalmazia
L'Associazione Nazionale Venezia Giulia e Dalmazia (ANVGD) è un'associazione italiana di esuli dell'Istria, di Fiume e della Dalmazia.

## Storia
Il Litorale austriaco, poi ribattezzato Venezia Giulia, che fu assegnato all'Italia nel 1920 con il trattato di Rapallo (con ritocchi del suo confine nel 1924 dopo il trattato di Roma) e che fu poi ceduto alla Jugoslavia nel 1947 con i trattati di Parigi
     Aree annesse all'Italia nel 1920 e rimaste italiane anche dopo il 1947
     Aree annesse all'Italia nel 1920, passate al Territorio Libero di Trieste nel 1947 con i trattati di Parigi e assegnate definitivamente all'Italia nel 1975 con il trattato di Osimo
     Aree annesse all'Italia nel 1920, passate al Territorio Libero di Trieste nel 1947 con i trattati di Parigi e assegnate definitivamente alla Jugoslavia nel 1975 con il trattato di Osimo

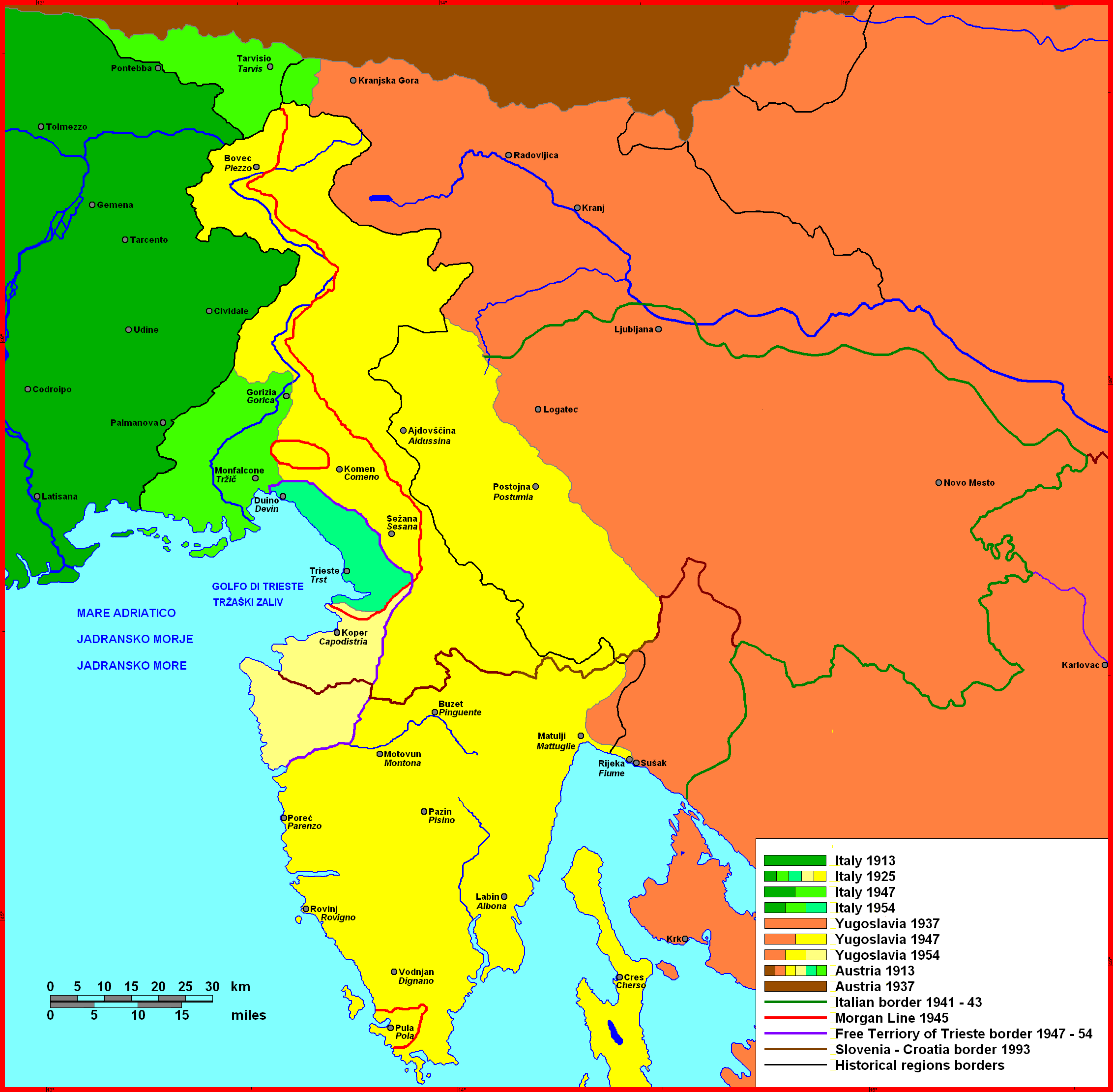
Modifiche al confine orientale italiano dal 1920 al 1975.
Il Litorale austriaco, poi ribattezzato Venezia Giulia, che fu assegnato all'Italia nel 1920 con il trattato di Rapallo (con ritocchi del suo confine nel 1924 dopo il trattato di Roma) e che fu poi ceduto alla Jugoslavia nel 1947 con i trattati di Parigi
Aree annesse all'Italia nel 1920 e rimaste italiane anche dopo il 1947
Aree annesse all'Italia nel 1920, passate al Territorio Libero di Trieste nel 1947 con i trattati di Parigi e assegnate definitivamente all'Italia nel 1975 con il trattato di Osimo
Aree annesse all'Italia nel 1920, passate al Territorio Libero di Trieste nel 1947 con i trattati di Parigi e assegnate definitivamente alla Jugoslavia nel 1975 con il trattato di Osimo

In base alle informazioni del sito web di tale organismo la costituzione risale al 1947 a Milano. Secondo Mario de Vidovich, esule da Zara, fu fondata a Roma il 20 giugno 1948 con la partecipazione di ottanta comitati provinciali di esuli istriani, fiumani e dalmati già attivi nelle singole realtà locali.
All'inizio le associazioni di profughi erano tante e diversificate. L'ANGVD fu l'unica a strutturarsi a livello nazionale, caratterizzandosi fin dall'inizio per una spiccata fede religiosa ed un impegno ideologico apartitico. Secondo le ricerche archivistiche di Silvia Arrigoni nella sede nazionale dell'ANVGD, a Roma: "Nel 1948 questo insieme variegato di profughi si denominava Comitato Nazionale per la Venezia Giulia e Zara.
Si trasformò in Associazione Nazionale per la Venezia Giulia e Zara, per assumere poi definitivamente il nome attuale, ovvero Associazione Nazionale Venezia Giulia e Dalmazia. Nel febbraio 1947 si era tenuta un'assemblea a Bologna, la prima, che cercava di dare un corpo unitario alle organizzazioni sorte in Italia. Era evidente a tutti che soltanto un'organizzazione unita, compatta e forte avrebbe potuto conseguire dei risultati ed avrebbe potuto far sentire la propria voce presso i numerosi interlocutori governativi cui l'Associazione doveva rivolgersi se intendeva perseguire gli obiettivi che si era posta".
Nel 2013 scrive Paolo Scandaletti: A seguito del pieno rientro di Trieste in Italia, ma con la rinuncia al restante territorio, nel 1954 si verifica la scissione dell'Associazione Nazionale Venezia Giulia e Dalmazia (ANVGD), accusata dall'interno di essere filogovernativa. Ne escono quasi in trentamila, circa un terzo degli iscritti, e nasce l'Unione degli Istriani.

## Soci
Possono associarsi gli esuli, i familiari e i simpatizzanti. Per aiutare i profughi, dal 1945, esistevano varie organizzazioni che aderirono poi all'ANVGD. La più nota era il Comitato Nazionale per la Venezia Giulia e Zara.
La prima e la seconda generazione degli esuli istriani, fiumani e dalmati in tutta Italia collaborano e si confrontano per fare emergere quella pagina di storia italiana negata per decenni, a causa di motivi di politica internazionale. Ne consegue anche la battaglia quotidiana per il mantenimento dei valori culturali e tradizionali di quelle terre a cui sono stati strappati, agevolata dalla Legge 92/2004 di istituzione del Giorno del Ricordo che ogni 10 febbraio riporta sotto i riflettori quei dolorosi eventi.
Nel contempo si rafforzano anche i valori di identità nazionale a cui gli esuli istriani, fiumani e dalmati sono legati. Ciò fa del Giorno del Ricordo un momento di riflessione per tutta la nazione, in cui le parole foibe ed esodo istriano, fiumano e dalmata vengono ravvivate nel loro significato più drammaticamente profondo, ma nel contempo in una fiduciosa prospettiva per il futuro.

## Presidenti
Alla presidenza dell'ANVGD, nel 1948, fu chiamato il padre dott. Alfonso Orlini, da Cherso. I presidenti succedutisi da allora sono: Elio Bracco, Libero Sauro, Maurizio Mandel, Paolo Barbi, Gianni Bartoli, Lucio Toth, Antonio Ballarin e Renzo Codarin.